# ليون س. سنايدر
ليون س. سنايدر (بالإنجليزية: Leon C. Snyder)‏ هو عالم نبات أمريكي، ولد في 11 مارس 1908، وتوفي في 8 أغسطس 1987.